# Tout peut arriver (film, 2003)
Pour les articles homonymes, voir Tout peut arriver.
Pour plus de détails, voir Fiche technique et Distribution.
Tout peut arriver ou Quelque chose d'inattendu au Québec (Something's Gotta Give) est un film américain écrit et réalisé par Nancy Meyers, sorti en 2003.
Le film a reçu des critiques positives de la part des critiques, avec des éloges dirigés vers les performances de Keaton et Nicholson. Le film est apparu comme un grand succès commercial, rapportant 266 millions de dollars dans le monde entier pour un budget de 80 millions de dollars.

## Synopsis
Harry Sanborn (Jack Nicholson) fait beaucoup plus jeune que son âge et en profite pour être un incorrigible coureur de jupons. Pendant un week-end romantique au bord de la mer avec son nouvel amour, Marin, il ressent soudain une douleur dans la poitrine. Or ils sont dans la très belle maison de la mère de Marin : c'est ainsi qu'il va se retrouver à la merci de la maîtresse de maison, Erica Barry (Diane Keaton), une New Yorkaise divorcée, autrice de pièces de théâtre à succès. Mystérieuse à souhait, la « vieille » femme induit de nouveaux serrements de cœur chez Harry, romantiques cette fois. Mais en séducteur invétéré, il se met à douter, et son médecin (Keanu Reeves), mettant à profit tout son charme et ses trente ans, entreprend de faire la conquête d'Erica. Pour la première fois de sa vie, Harry ne maîtrise plus le cours de son existence.

## Fiche technique
- Titre original : Something's Gotta Give
- Titre français : Tout peut arriver
- Titre québécois : Quelque chose d'inattendu
- Réalisation et scénario : Nancy Meyers
- Musique : Hans Zimmer
- Musiques additionnelles :
  - Que reste-t-il de nos amours et Boum, de Charles Trenet
  - Let's Get It On, de Marvin Gaye
  - C'est si bon, musique d'Henri Betti (1947)
  - Butterfly, musique du groupe Crazy Town
- Photographie : Michael Ballhaus
- Montage : Joe Hutshing
- Décors : Jon Hutman
- Costumes : Suzanne McCabe
- Production : Nancy Meyers et Bruce A. Block
- Sociétés de production : Warner Bros. Pictures, Columbia Pictures, Waverly Films
- Sociétés de distribution : Columbia Pictures (États-Unis) ; Warner Bros. (International)
- Budget : 80 millions de dollars (60 208 000 EUR)
- Pays d'origine :  États-Unis
- Langue : anglais
- Format : Couleurs - 1,85:1 - DTS / Dolby Digital / SDDS - 35 mm
- Genre : Comédie romantique et dramatique
- Durée : 128 minutes
- Dates de sortie : 
  - États-Unis : 12 décembre 2003
  - France et Suisse romande : 4 février 2004
  - Belgique : 3 mars 2004

## Distribution
- Jack Nicholson (VF : Jean-Pierre Moulin ; VQ : Guy Nadon) : Harry Sanborn
- Diane Keaton (VF : Béatrice Delfe ; VQ : Élizabeth Lesieur) : Erica Jane Barry
- Keanu Reeves (VF : Jean-Pierre Michaël ; VQ : Daniel Picard) : Dr Julian Mercer
- Frances McDormand (VF : Françoise Vallon ; VQ : Christine Séguin) : Zoe Barry
- Amanda Peet (VF : Laura Blanc ; VQ : Isabelle Leyrolles) : Marin
- Paul Michael Glaser (VF : Patrick Béthune ; VQ : Pierre Chagnon) : Dave
- Rachel Ticotin (VF : Marie-Laure Beneston ; VQ : Manon Arsenault) : Dr Martinez
- Jon Favreau : Leo
- Patrick Fischler (VF : Fabien Jacquelin ; VQ : Joël Legendre) : le manager du théâtre
- Tania Deighton (VF : Chantal Baroin) : l'assistante d'Harry
- KaDee Strickland (VQ : Anne Bédard) : Kristen
- Thomas Joseph Thyne : Un serveur
- Connie Sawyer : la vieille dame au marché

Source et légende : version française (VF) sur RS Doublage ; version québécoise (VQ) sur Doublage.qc.ca

## Production

### Lieux de tournage
- Paris, 2e arrondissement : restaurant Le Grand Colbert, pour la scène finale[3]
- 568 Meadow Lane, Southampton, NY, United States : villa sur Long Island d'Erica Barry[réf. nécessaire].

## Accueil

### Box-office
878 848 spectateurs en salles françaises au box-office avec une rentabilité de 404 %
| Pays                         | Box-office      | Nbre de sem. | Classement TLT | Date  |
| ---------------------------- | --------------- | ------------ | -------------- | ----- |
| Box-office Mondial           | 266 728 738 USD | -            | 196e           | Total |
| Box-office États-Unis/Canada | 124 728 738 USD | -            | 226e           | Total |
| Box-office France            | 857 751 entrées | -            | -              | Total |
| Box-office Belgique          | 204 917 entrées | -            | -              | Total |
| Box-office Suisse            | 396 782 entrées | -            | 67e            | Total |

## Distinctions

### Récompenses
- 2004 : Golden Globe Award dans la catégorie Meilleure actrice dans une comédie pour Diane Keaton
- 2004 : Golden Satellite Award dans la catégorie Meilleure actrice dans une comédie pour Diane Keaton

### Nominations
- 2004 : nommé aux Oscars dans la catégorie Meilleure actrice pour Diane Keaton
- 2004 : nommé au BFCA Award dans la catégorie Meilleure actrice pour Diane Keaton
- 2004 : nommé au Golden Globe Award dans la catégorie Meilleur acteur dans une comédie pour Jack Nicholson